# Rostellariidae
Rostellariidae és una família de cargols marins, mol·luscs gastròpodes marins dins el clade Littorinimorpha.

## Taxonomia
Bouchet & Rocroi (2005)
Es va portar a subfamília de Strombidae a " Taxonomia de Gastropoda (Bouchet & Rocroi, 2005) ". Es compon dels gèneres següents:
- † Africoterebellum Eames, 1957
- † Amekichilus Eames, 1957
- † Amplogladius Cossmann, 1889
- † Calyptraphorus Conrad, 1857
- † Cyclomolops Gabb, 1868
- † Cyrtulotibia Eames, 1957
- † Dientomochilus Cossmann, 1904
- † Digitolabrum Cossmann, 1904
- † Ectinochilus Cossmann, 1889
- † Eotíbia B.L. Clark, 1942
- † Mauryna de Gregorio, 1880
- † Rimella Agassiz, 1841
- Rimellopsis Lambiotte, 1979
- Rostellariella (Rostellaria aff.) Thiele, 1929
- Strombolaria de Gregorio, 1880
- † Sulcogladius Sacco, 1893
- † Terebellomimus Pacaud, 2008
- † Terebellopsis Leymerie, 1846
- Tibia Röding, 1798 (sinònims: Gladius Mörch, 1852 ; Rostellaria Lamarck, 1799 ; Rostellum Montfort, 1810 )
- Varicospira Eames, 1952